# Gobius strictus
Gobius strictus är en fiskart som beskrevs av Fage, 1907. Gobius strictus ingår i släktet Gobius och familjen smörbultsfiskar. IUCN kategoriserar arten globalt som otillräckligt studerad. Inga underarter finns listade i Catalogue of Life.